# Pyrenecosa
Pyrenecosa Marusik, Azarkina & Koponen, 2004 è un genere di ragni appartenente alla famiglia Lycosidae.

## Distribuzione
Le tre specie sono state rinvenute sui Pirenei, sia sul lato francese che su quello spagnolo, sia nel Principato di Andorra; alcuni esemplari di P. rupicola dono stati reperiti in Svizzera.

## Tassonomia
Le caratteristiche di questo genere sono state descritte a seguito dell'analisi di esemplari di Acantholycosa rupicola (Dufour, 1821).
Non sono stati esaminati esemplari di questo genere dal 2020.
Attualmente, a novembre 2021, si compone di 3 specie:
- Pyrenecosa pyrenaea (Simon, 1876) — Pirenei (Spagna, Andorra e Francia)
- Pyrenecosa rupicola (Dufour, 1821)[2] — Spagna, Francia, Svizzera
- Pyrenecosa spinosa (Denis, 1938) — Andorra